# Campeonato Paraguayo de Fútbol 1918
Campeonato Paraguayo del Futbol 1918 fue la duodécima edición de la Primera División de Paraguay. En esta edición participarían 9 equipos y en esta ocasión luego de una disputada final ante  Nacional,  Cerro Porteño se consagraría campeón, obteniendo así su tercer título.

## Relevo anual de clubes
Esta temporada no habría descensos porque la LPF decidió que el último clasificado  y el subcampeón de la segunda división jugase un partido para definir quien se quedaría en primera división, partido que jugarían   Sol de América  y el Club vencedor de la ciudad de Luque, venciendo Sol de América  5-2, quedándose así en primera. En tanto que el Sastre Sport ascendería como campeón de la segunda división. 

## Participantes
- Atlántida Sport Club
- Club Cerro Porteño
- Club Guaraní
- Club Libertad
- Marte Atlético
- Club Nacional
- Club Olimpia
- Club River Plate
- Club Sol de América

## Clasificación Final
| pos. | equipos        | pj. | pts |
| ---- | -------------- | --- | --- |
| 1    | Cerro Porteño  | 16  | 21  |
| 2    | Nacional       | 16  | 21  |
| 3    | Olimpia        | 16  | 18  |
| 4    | River Plate    | 16  | 17  |
| 5    | Guaraní        | 16  | 16  |
| 6    | Libertad       | 16  | 16  |
| 7    | Marte Atlético | 16  | 14  |
| 8    | Atlántida      | 16  | 11  |
| 9    | Sol de América | 16  | 10  |

## Final
Tras igualar en puntos Cerro Porteño y  Nacional jugarían una final para decidir al campeón, la final quedaría 1-1, por lo que se irían a un tiempo extra donde Nacional se adelantaría en el marcador para finalizar 2-1 en el entretiempo del alargue; sin embargo la segunda parte no se podría jugar porque ya anocheció y no había lumínicas en el estadio, por lo que se jugaría lo que restaba de partido al día siguiente. Pero debido a una epidemia de influenza el partido se jugó mucho tiempo después, donde en esos 15 minutos restantes el conjunto azulgrana lo daría vuelta y terminaría ganando 4-2, y de ese partido surgiría el apodo de "el Ciclón"
|  | Cerro Porteño | 4-2 (3-0 t. s.) | Nacional |  |  |